# Somera similis
Somera similis är en fjärilsart som beskrevs av Nakamura 1976. Somera similis ingår i släktet Somera och familjen tandspinnare. Inga underarter finns listade i Catalogue of Life.